# Old Mill (métro de Toronto)
Pour l’article homonyme, voir Old Mill.
Old Mill est une station de la ligne 2 Bloor-Danforth, du métro de la ville de Toronto en Ontario au Canada. Elle est située au 2672 Bloor Street West à l'intersection de Old Mill Terrace/Humber Boulevard.

## Situation sur le réseau

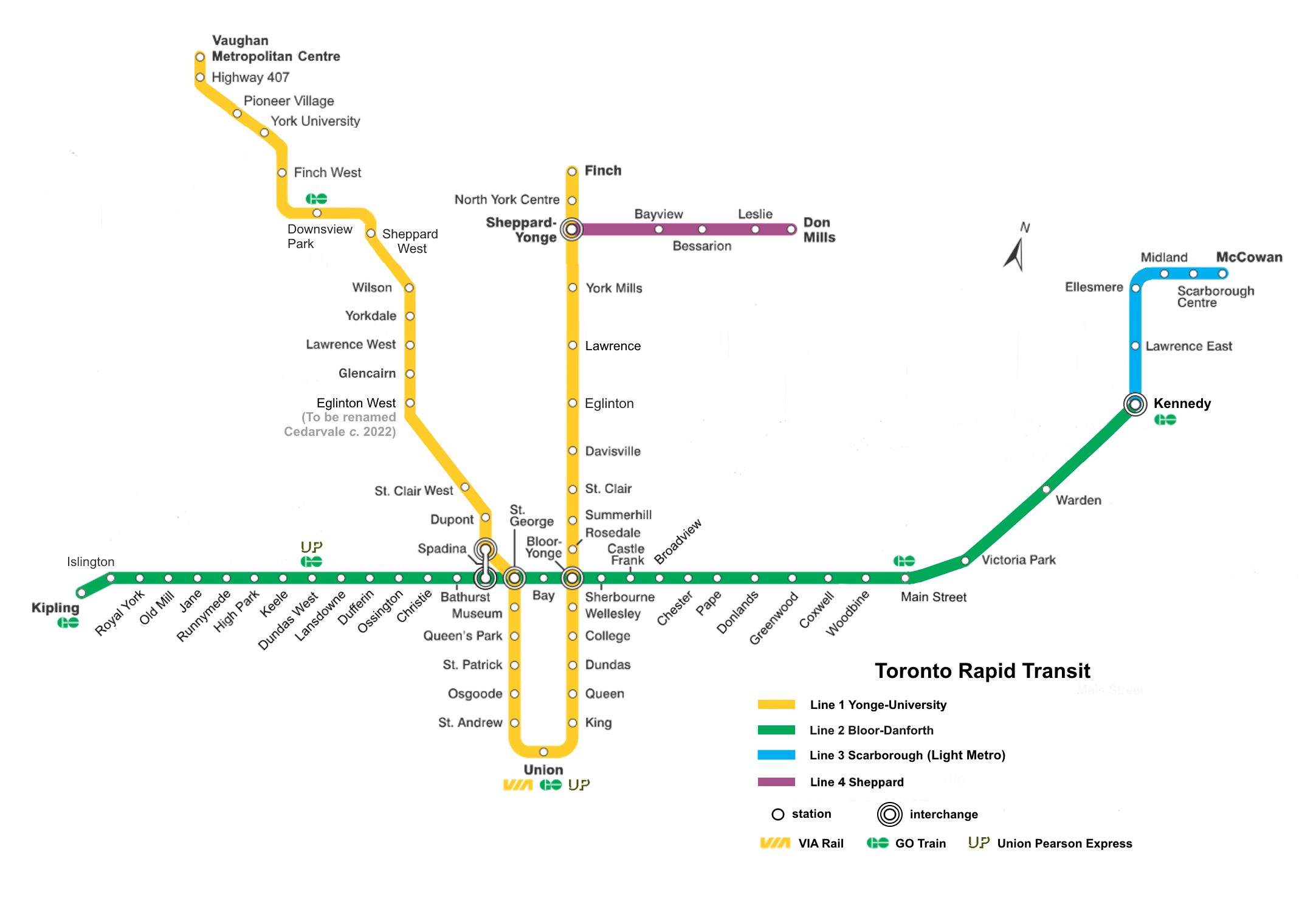
Plan du métro de Toronto (2018).

Établie en surface, la station Old Mill de la ligne 2 Bloor-Danforth, précède la station Royal York, en direction du terminus Kipling et est suivie par la station Jane en direction du terminus Kennedy.

## Histoire
La station Old Mill est mise en service le 10 mai 1968.
Jusqu'en 1973, les autobus et les trains de métro qui servaient la station étaient situés dans une zone tarifaire différente.
En 2000, la station et un train (RT-9) fut endommagé par un incendie, durant la nuit après la fermeture du service de métro. Le feu a été probablement causé par un restant de cigarette déposé dans une poubelle.
Elle reçoit en moyenne une fréquentation de 5 780 passagers par jour au cours de l'année 2009-2010.

## Services aux voyageurs

### Intermodalité
Elle est desservie par les bus de la ligne 66 Prince Edward.

## À proximité
- Old Mill Inn,
- rivière Humber,
- Park Lawn Cemetery.